# Great North of Scotland Railway

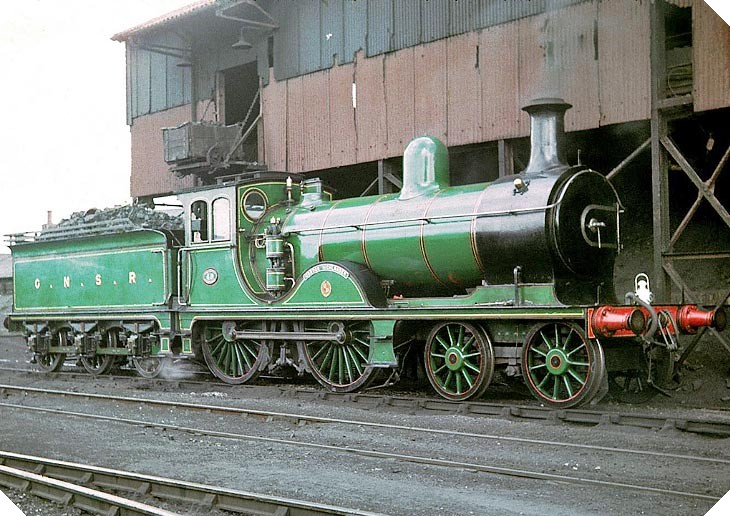
Lokomotive 49 Gordon Highlander der GNSR-Klasse F

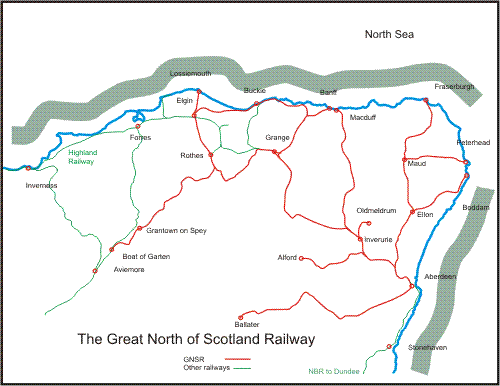
Streckennetz der GNSR

 Die Great North of Scotland Railway (GNSR) war eine britische Eisenbahngesellschaft, die von 1845 bis 1922 existierte. Die Länge des Streckennetzes im Nordosten Schottlands betrug zuletzt 538 km. 1923 ging sie infolge des Railways Act 1921 in der London and North Eastern Railway (LNER) auf. Mit Ausnahme der Hauptstrecke zwischen Aberdeen und Keith wurden alle Strecken der GNSR bis Anfang der 1970er Jahre stillgelegt.

## Geschichte

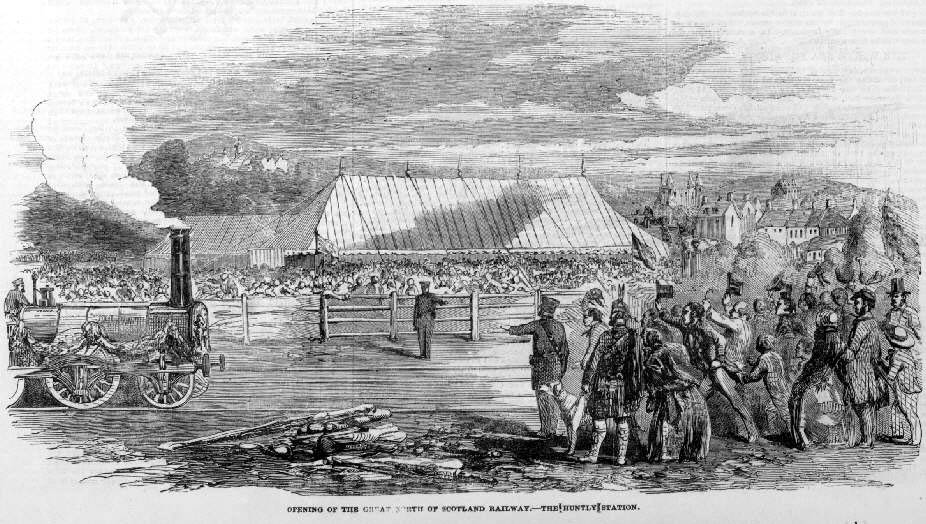
Eröffnung der ersten Strecke der GNSR in Huntly im September 1854

Ursprünglich hatte die GNSR vor, von Aberdeen aus eine doppelspurige Strecke nach Inverness zu bauen, wofür die im Frühjahr 1845 gegründete Gesellschaft am 26. Juni 1846 die Genehmigung des Parlaments erhielt. Die Wirtschaftskrise Ende der 1840er Jahre führte jedoch dazu, dass sich die Planung und der Bau erheblich verzögerten. Erst im November 1852 war die Gesellschaft in der Lage, den ersten Spatenstich für die Strecke vorzunehmen. Im September 1854 konnte die GNSR ihren ersten Streckenabschnitt zwischen Kittybrewster bei Aberdeen und Huntly in Betrieb nehmen.
Der Schienenstrang reichte aber schließlich nur bis Keith, das 1856 erreicht wurde. Die von der GNSR angestrebte Fortsetzung nach Inverness blieb ihr verwehrt, nachdem zwei weitere Gesellschaften, die später in der Highland Railway (HR) aufgingen, die Inverness and Nairn Railway und die Inverness and Aberdeen Junction Railway, für diesen Abschnitt den Royal Assent erhielten. Um einen möglichst langen Anteil der Verbindung zwischen Aberdeen und Inverness zu bedienen, baute sie schließlich eine Strecke entlang der Küste von Moray über Cullen nach Elgin. Über Jahrzehnte lieferten sich die GNSR und die HR heftige Scharmützel über die Führung durchgehender Züge zwischen Aberdeen und Inverness. Strittig waren dabei Fahrpläne, Anschlüsse und die Übergabe in Keith oder Elgin.
Da die GNSR ihr angestrebtes Ziel nicht erreichen konnte, ging sie dazu über, Nebenstrecken in der Grafschaft Aberdeenshire zu errichten. Zudem übernahm sie mehrere kleinere Eisenbahnunternehmen nördlich und westlich von Aberdeen. 1863 übernahm die GNSR zunächst den Betrieb der Morayshire Railway auf der in Etappen zwischen 1852 und 1861 erbauten Strecke von Lossiemouth über Elgin nach Craigellachie. Die vollständige Verschmelzung der beiden Gesellschaften zog sich aber noch bis 1881 hin. Ebenfalls 1863 ging der Betrieb der Banffshire Railway, die zunächst als Banff, Portsoy and Strathisla Railway bezeichnet worden war, mit ihrer Strecke zwischen Grange Junction (östlich von Keith) und  Banff sowie der Stichstrecke nach Portsoy an die GNSR über.  Die vollständige Übernahme der Gesellschaft ging schneller als bei der Morayshire Railway vonstatten und war 1867 abgeschlossen.  Ab 1866 führte die GNSR auch den Betrieb der Deeside Railway und ihrer zwei Tochtergesellschaften, die die Deeside Line von Aberdeen nach Ballater erbaut hatten, 1876 übernahm sie die bislang geleaste Strecke vollständig.
Die GNSR besaß auch Hotels in den Städten und Tourismusorten in ihrem Einzugsgebiet, darunter ein Hotel in Cruden Bay, zu dessen Anbindung die GNSR mit der Cruden Bay Hotel Tramway einen kleinen Straßenbahnbetrieb erbaute. Ab 1904 betrieb die GNSR auch Omnibuslinien, so etwa von Ballater nach Braemar.
Mit dem Inkrafttreten des Railways Act 1921 am 1. Januar 1923 ging die GNSR in der London and North Eastern Railway (LNER) auf. Bereits vor dem Zweiten Weltkrieg legte die LNER einzelne Stichstrecken im ehemaligen GNSR-Netz still, weitere folgten nach dem Krieg. Zwischen 1964 und 1968 endete schließlich im Zuge der Beeching-Axt auf allen Strecken mit Ausnahme der Hauptstrecke von Aberdeen nach Keith der Personenverkehr. Der Güterverkehr wurde auf einzelnen Strecken noch einige Jahre weiter betrieben, auf der letzten Strecke von Keith bis Dufftown bis 1985. Einzelne Abschnitte werden inzwischen von Museumsbahnen genutzt, so auch die Strecke nach Dufftown durch die Keith and Dufftown Railway.

## Lokomotiven und Wagen

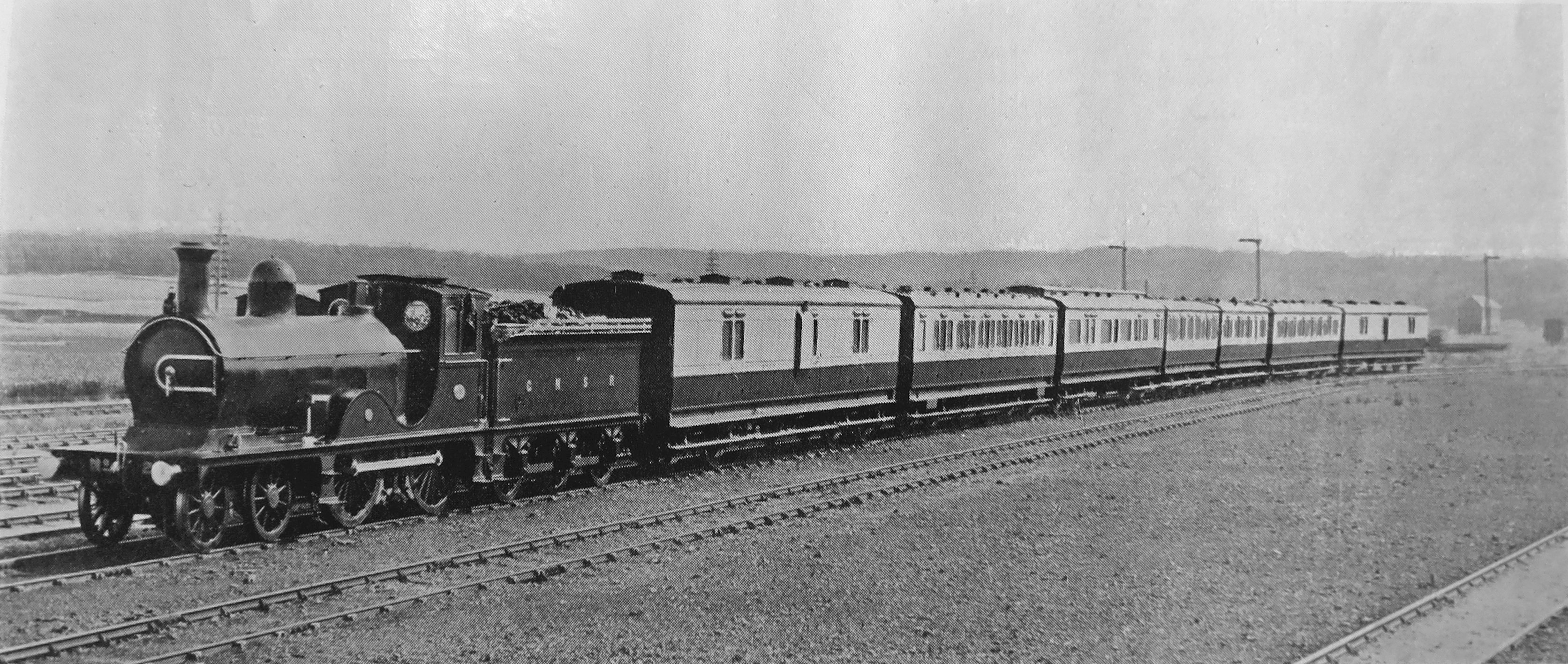
Hofzug der GNSR für König Edward VII., 1903

Die GNSR beschaffte zwischen 1853 und dem Ende ihrer Selbständigkeit Fahrzeuge für ihr Netz. Daneben übernahm sie Fahrzeuge der kleineren Bahngesellschaften, die sie während ihrer Existenz leaste bzw. übernahm. Meist ließ die GNSR ihre Lokomotiven von verschiedenen britischen Lokomotivherstellern erbauen, lediglich 1888 entstanden zwei Lokomotiven in den eigenen Werkstätten in Kittybrewster bei Aberdeen, aufgrund beschränkter Platzverhältnisse fand die Montage teils im Freien statt. Erst mit dem Umzug der GNSR-Werkstätten von Kittybrewster nach Inverurie im Jahr 1903 nahm die Gesellschaft in größerem Umfang auch den Bau von Lokomotiven in der eigenen Werkstatt auf. Personen- und Güterwagen wurden ebenfalls überwiegend bei der Waggonbauindustrie beschafft, entstanden aber teilweise auch in den eigenen Werkstätten.
Im Juni 1888 war die Gesellschaft im Besitz von 74 Dampflokomotiven, 513 Personen- und 2368 Güterwagen. Bis 1905 stieg der Bestand auf 115 Dampflokomotiven und 4305 Personen- und Güterwagen an. Am Ende ihrer Selbständigkeit besaß die GNSR zum Stichtag am 31. Dezember 1922 100 Schlepptenderlokomotiven und 22 Tenderlokomotiven sowie 766 Personenwagen, 3603 Güterwagen und 124 Dienstwagen.

### Lokomotiven

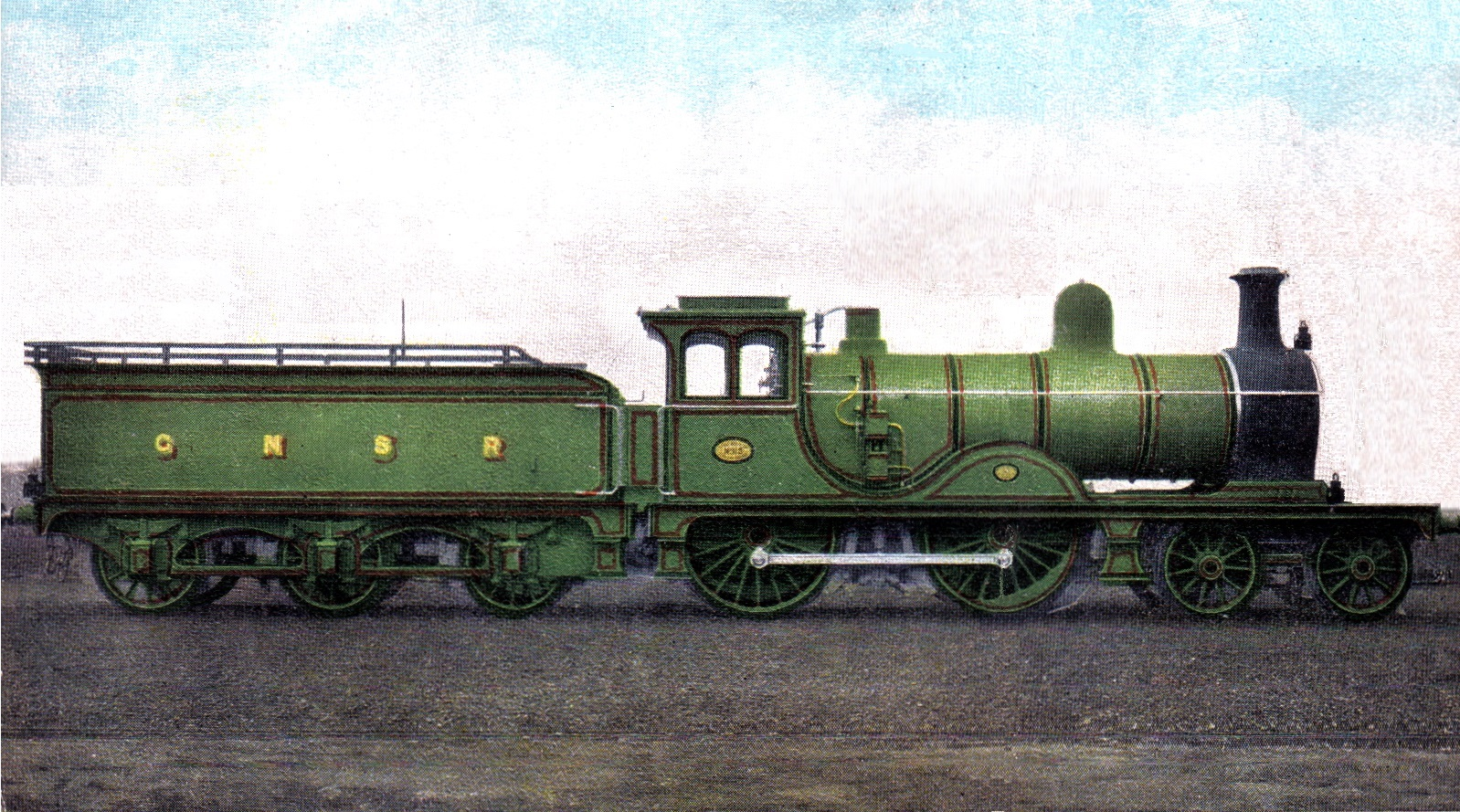
Lokomotive der Klasse V (colorierte Postkarte)

Während ihrer Existenz beschaffte die GNSR abgesehen von den Anfangsjahren als Schlepptenderlokomotiven ausschließlich Bauarten der Achsfolge 2’B (American), die als Mehrzwecklokomotiven alle Zugarten bespannten. Darüber hinaus beschaffte sie kleinere Serien an Tenderlokomotiven für Rangierdienste und den Vorortverkehr rund um Aberdeen.
Die Dampflokomotiven der GNSR waren anfangs in verschiedenen Grüntönen lackiert. Während des Ersten Weltkrieges wurde die Farbe 1917 zu schwarz mit roten und gelben Linien geändert.

#### Schlepptenderlokomotiven

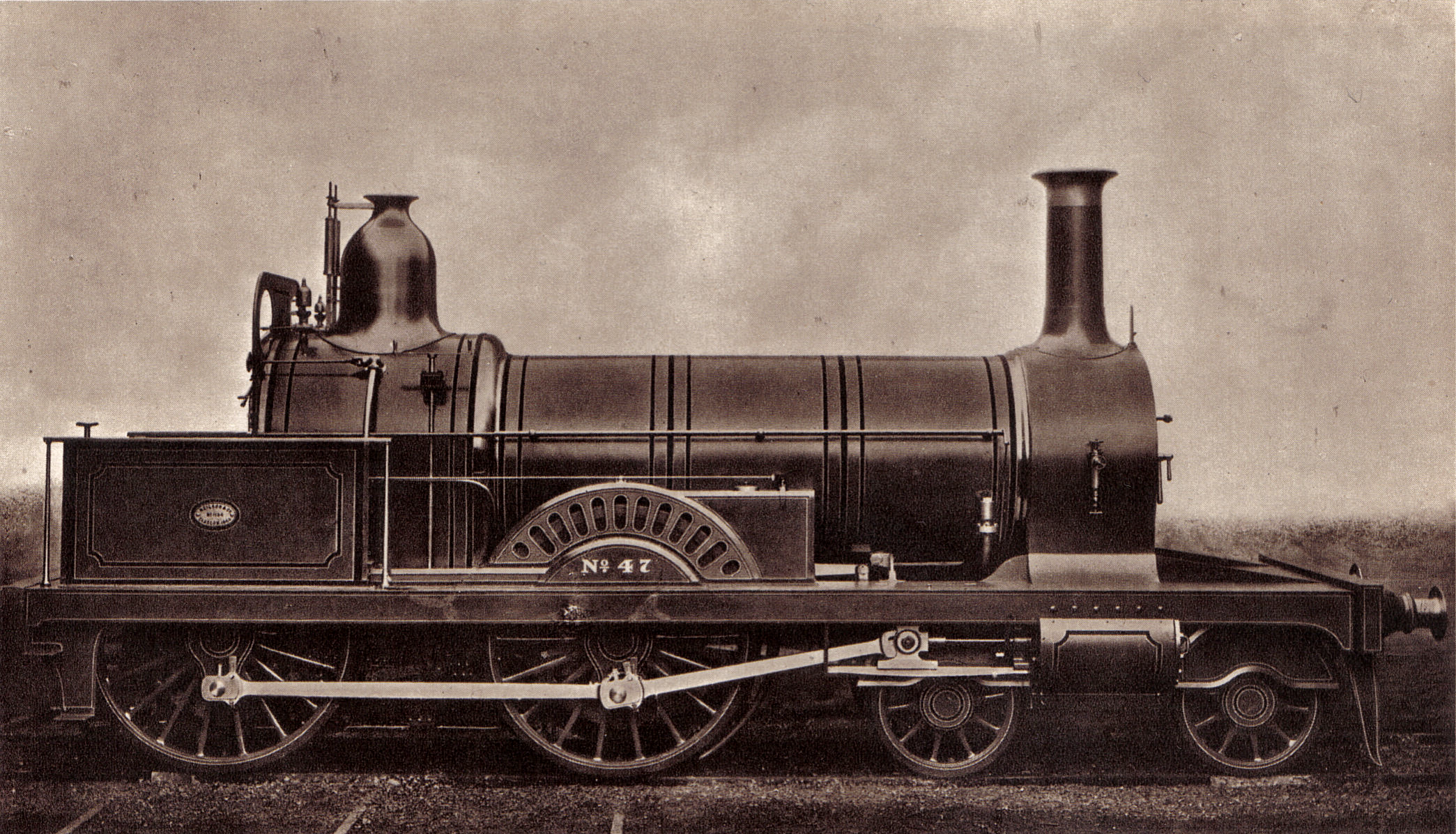
Die 1866 von Neilson & Co. erbaute Lokomotive 47 im Auslieferungszustand

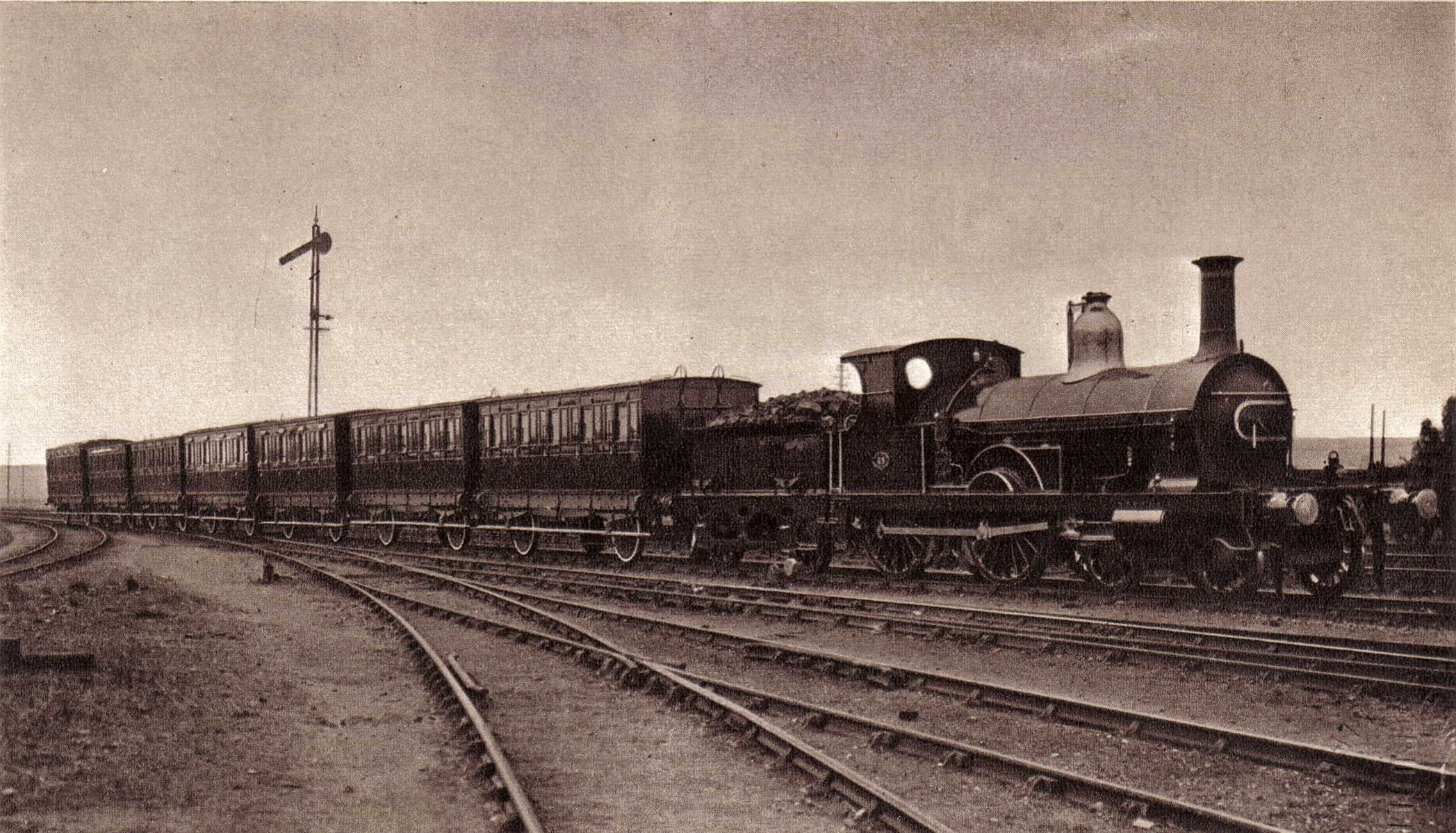
Lokomotive 45 bei den 100-Jahr-Feiern der britischen Eisenbahnen in Darlington

In den ersten Jahren nach Gründung der GNSR kamen zunächst Schlepptenderlokomotiven der Achsfolge 1’B zum Einsatz. 1853 lieferte die Firma William Fairbairn & Sons aus Manchester zur Eröffnung der ersten Teilstrecke von Aberdeen nach Huntly die ersten 12 Lokomotiven dieser Achsfolge, von denen sieben mit etwas größeren Kuppelrädern für den Personenzugdienst und fünf mit etwas kleineren Kuppelrädern für den Güterzugverkehr vorgesehen waren. 1856 orderte die GNSR weitere vier Exemplare der Bauart mit größeren Kuppelrädern. Weitere neun 1’B-Lokomotiven kamen 1860/61 von Robert Stephenson & Co., diesmal wieder mit etwas kleineren Kuppelrädern; es sollten die letzten GNSR-Lokomotiven dieser Achsfolge sein.
Bereits 1862 lieferte Robert Stephenson & Co. die ersten 2’B-Lokomotiven, insgesamt neun Stück nach einem Entwurf des GNSR-Chefingenieurs William Cowan. Sie zählten zu den ersten britischen Lokomotiven dieser Achsfolge. Die letzten beiden Lokomotiven dieser Serie wurden erst 1920 ausgemustert. 1866 lieferte Neilson & Co. sechs weitere Lokomotiven ähnlicher Bauart, die sich lediglich durch etwas größere Kessel von ihren Vorgängern unterschieden. Auch diese Lokomotiven erwiesen sich als langlebig, die letzten drei kamen 1923 noch in den Bestand der LNER. Die letzte der 1866 gelieferten Lokomotiven, die Nr. 45, beförderte anlässlich der 100-Jahr-Feier der britischen Eisenbahnen 1925 in Darlington noch einen Zug mit alten GNSR-Wagen, wurde dann aber bald ausgemustert und verschrottet.
Von den in den 1860er Jahren übernommenen Gesellschaften besaßen die Banffshire Railway und die Deeside Railway Schlepptenderlokomotiven, die alle die Achsfolge B1’ besaßen. 1863 kamen zwei Maschinen von der Banffshire Railway, von denen eine im Folgejahr an die Deeside Railway verkauft wurde. Nachdem die Deeside Railway 1866 von der GNSR geleast worden war, kam diese Lokomotive zurück in den Bestand der GNSR, zusammen mit fünf weiteren, weitgehend baugleichen Maschinen, die fabrikneu zwischen 1857 und 1866 an die Deeside Railway geliefert worden waren.
Finanzielle Schwierigkeiten führten dazu, dass ab 1866 zehn Jahre lang keine neuen Fahrzeuge beschafft werden konnten. Die GNSR bemühte sich, mit Umbauten und Ertüchtigungen auszukommen, so erhielten alle älteren Lokomotiven schrittweise Führerhäuser, nachdem sie zunächst lediglich maximal Windschutzbleche besaßen. Die Unterhaltung wurde so weit wie möglich zurückgefahren, was schließlich Folgen hatte, als 1878 in Nethybridge der Kessel einer der Stephenson-Lokomotiven von 1862 explodierte. Neilson & Co. lieferte schließlich 1876 dringend benötigte neue Lokomotiven, sechs Stück in der bewährten Achsfolge 2’B. 1878 und 1879 folgten insgesamt 12 weitere Lokomotiven dieser Bauart von Neilson.
James Manson, der seit 1883 tätige Chefingenieur der GNSR, änderte die Beschaffungspolitik. Statt der bislang üblichen Außenzylinder verwendete er ausschließlich Innenzylinder und verzichtete auf die bisherige Verwendung von poliertem Kupfer für die Kesselaufbauten und die Schornsteinkrempe. 1884/85 lieferte Kitson & Co. neun Lokomotiven, 1888 gefolgt von zwei gleichartigen in der eigenen Werkstätte erbauten Maschinen. In diesem Jahr lieferte Kitson & Co. neun Lokomotiven einer neuen Bauart. 1890 kamen weitere sechs Lokomotiven dieser Bauart, diesmal von Robert Stephenson & Co. hergestellt. Mansons Nachfolger James Johnson entwickelte 1893 eine neue Bauart, die GNSR-Klasse S, die sich als sehr geeignet für die Anforderungen im GNSR-Netz erwies. Die sechs gelieferten Maschinen kamen vor allem vor den Zügen auf der Hauptstrecke zwischen Aberdeen und Keith zum Einsatz.
Anfang der 1890er Jahre versuchte die GNSR, Nutzungsrechte für die HR-Strecke zwischen Keith und Inverness zu bekommen. Im Vorgriff darauf beschaffte William Pickersgill, der seit 1894 amtierende Chefingenieur, bei Neilson & Co. mit der GNSR-Klasse T neue Maschinen einer weitgehend den 1893 gelieferten Johnson-Maschinen entsprechenden Bauart (die LNER führte daher 1923 beide Klassen in ihrer Klasse D41 zusammen), die zum Teil etwas größere Tender erhielten. Bis 1895 erhielt die GNSR insgesamt 26 Lokomotiven der Klasse T, ihre bis dahin umfangreichste Lokomotivklasse. Weitere zehn leicht abgewandelte Lokomotiven bestellte die GNSR 1899 bei Neilson & Co., entschied sich jedoch kurzfristig dazu, nur fünf Lokomotiven als GNSR-Klasse V zu übernehmen, nachdem die Nachfrage sich nicht wie erwartet entwickelt hatte. Neilson & Co. konnte die anderen fünf Lokomotiven an die South Eastern and Chatham Railway (SE&CR) verkaufen und erzielte dabei mit £ 3300 pro Maschine sogar einen höheren Erlös – die GNSR hatte lediglich £2975 bezahlt. Die SE&CR war mit den Maschinen sehr zufrieden und versuchte, die anderen fünf der GNSR abzukaufen, was diese allerdings trotz des gebotenen Preises von £3325 pro Maschine ablehnte.
Nach dem Umzug der Hauptwerkstatt nach Inverurie begann die GNSR mit dem Eigenbau von Lokomotiven in größerem Umfang. Zwischen 1909 und 1915 entstanden acht weitere Maschinen der Klasse V in Inverurie. Nach langjährigen Streitigkeiten hatten sich die GNSR und die HR 1908 darauf verständigt, die Expresszüge zwischen Aberdeen und Inverness jeweils mit Lokomotivdurchlauf zu bespannen. Der damit entstandene Mehrbedarf konnte mit den neuen Lokomotiven gedeckt werden. Während des Ersten Weltkriegs war eine weitere Neubeschaffung nicht möglich. 1920 beschaffte die GNSR schließlich mit der Klasse F ihre letzten Lokomotiven. Sie entsprachen weitgehend der schon über 20 Jahre alten Klasse V, erhielten aber erstmals bei der GNSR Überhitzer. Acht Exemplare entstanden bei der North British Locomotive Company, zwei in den eigenen Werkstätten in Inverurie. Abweichend von bisherigen Gepflogenheiten erhielten die Lokomotiven der Klasse F außer ihren Nummern auch Namen. Die Lokomotive 45 Gordon Highlander blieb als einzige GNSR-Lokomotive erhalten.

#### Tenderlokomotiven

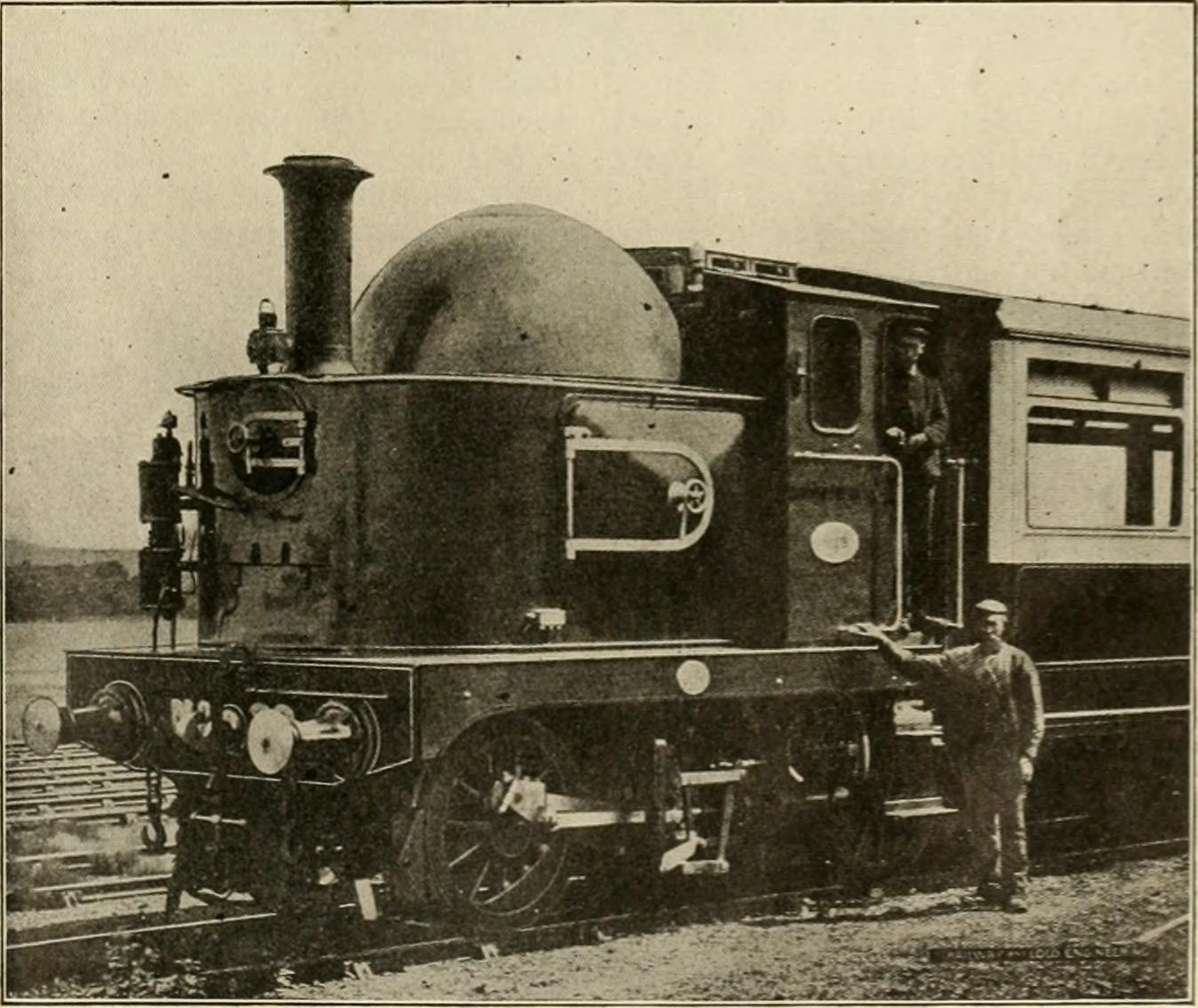
Dampftriebwagen mit Cochran-Stehkessel

In kleinerem Umfang beschaffte die GNSR auch Tenderlokomotiven. Den Anfang machten 1855 zwei kleine Lokomotiven der Achsfolge B von Beyer-Peacock, die den Verkehr auf der Stichstrecke zum Hafen in Aberdeen übernahmen. Sie blieben lange Jahre aktiv und wurden erst 1915 an die Regierung für den Einsatz im Kriegsdienst verkauft. Eine der beiden Lokomotiven war nach dem Krieg noch 20 Jahre bei einer Baufirma im Einsatz.
1863 kamen von der übernommenen Morayshire Railway zwei kleine 1’B-Tenderlokomotiven in den GNSR-Bestand, die 1859 von Neilson & Co. geliefert worden waren. Die Banffshire Railway besaß zwei B1’-Tenderlokomotiven von Hawthorn & Co., die ebenfalls 1863 von der GNSR übernommen wurden. 1866 kam von der Deeside Railway eine weitere Tenderlokomotive mit dieser Achsfolge zur GNSR.
Die nächsten Tenderlokomotiven beschaffte die GNSR erst 1884. In diesem Jahr lieferte Kitson & Co. die ersten von neun C-gekuppelten Tenderlokomotiven mit seitlichen Wassertanks. Die für Rangier- und Schiebedienste vorgesehenen Lokomotiven übernahmen aber auch Aufgaben vor den zu Beginn der 1890er Jahre eingeführten Vorortzügen rund um Aberdeen. 1893 lieferte Neilson & Co. für die Vorortzüge und die Deeside Line neun B2’-Tenderlokomotiven der GNSR-Klasse R, die aber auch auf anderen Nebenstrecken der GNSR zum Einsatz kamen. Die letzten neuen Tenderlokomotiven erhielt die GNSR während des Ersten Weltkriegs 1915 mit vier kleinen B1’-Rangierlokomotiven von Manning Wardle & Co. für den Einsatz im Hafen von Aberdeen.
Eine Besonderheit waren zwei 1905 angeschaffte Dampftriebwagen. Auffällig war der stehende Cochran-Kessel, der den beiden Fahrzeugen ihre seltsame Form verlieh. Der Maschinenteil wurde von Andrew Barclay Sons & Co. in Kilmarnock zugeliefert, der Wagenteil entstand in den GNSR-Werkstätten in Inverurie. Die Triebwagen boten Platz für 45 Fahrgäste. Zunächst wurden sie im Vorortverkehr von Aberdeen eingesetzt, dann kam einer auf die Zweigstrecke nach Lossiemouth und einer bediente die Strecke von Fraserburgh nach St. Combs. Die Fahrzeuge bewährten sich jedoch nicht, sie waren laut und unkomfortabel und die Kessel erwiesen sich als wenig leistungsfähig. Bereits zwei Jahre nach ihrer Inbetriebnahme wurden die Wagenteile in normale Reisezugwagen umgebaut und die Dampfmaschinen nach einem kurzen Versuch, sie als Werkslokomotiven in Inverurie einzusetzen, in stationäre Dampferzeuger umgebaut.

### Wagen
Die GNSR-Personenwagen wurden seit der Betriebsaufnahme 1854 für über 40 Jahre dunkelbraun lackiert und mit gelben Zierlinien und gelber Beschriftung versehen. 1896 führte die GNSR im Zuge der Beschaffung ihrer ersten Abteilwagen mit Seitengang eine neue Farbgebung ein: Der Bereich unterhalb der Fenster erhielt eine dunkelrotbraune Grundfarbe. Das Fensterband wurde weiß lackiert und mit goldgelben Linien verziert. Die Dächer hatten ein sehr helles grau und sahen daher im Neuzustand fast weiß aus. Güterwagen waren dunkelgrau mit weißen Initialen „GNS“ und Bahndienstwagen dunkelrot. Eine Rarität waren die ab 1902 eingesetzten Fahrradtransportwagen.
Die GNSR baute einen Salonwagen, als König Edward VII. im September 1903 das Pferderennen in Doncaster besuchte und dazu deren Streckennetz nutzte. Die Räume des königlichen Salonwagens waren folgende: Raucherzimmer, Toilette, großer Salon, privater Raum mit weiterer Toilette, Dienerabteil. Der Salonwagen war also prinzipiell für Tagesfahrten konzipiert. Der Wagen hatte elektrische Beleuchtung, ein Laternendach, war in der inzwischen üblichen Farbgebung der Gesellschaft gestrichen und hatte Zierleisten in Rot und Gold. Der Wagen wurde von William Pickersgill, „locomotive superintendend“ der GNSR, entworfen. 1903 wurde das Fahrzeug für die Fahrt des Königs von London King’s Cross nach Ollerton eingesetzt, wo der König in dem Herrenhaus Rufford Abbey als Gast von Lord John Lumley-Savile, 2. Baron Savile, wohnte. Während der Rennen nutzten der König und seine Gäste den Salonwagen für die Fahrten zwischen Ollerton und Doncaster, anschließend für die Fahrt nach Balmoral Castle. Die Bahngesellschaft unterhielt darüber hinaus mindestens einen weiteren Salonwagen „für den täglichen Bedarf“, der anlässlich der genannten Gelegenheit ebenfalls im königlichen Sonderzug mitlief.